# Arenarba perplexa
Arenarba perplexa är en fjärilsart som beskrevs av Saalmüller 1891. Arenarba perplexa ingår i släktet Arenarba och familjen nattflyn. Inga underarter finns listade i Catalogue of Life.